# Lichtenberg, Bautzen
Lichtenberg là một đô thị ở huyện of Bautzen, bang Sachsen, Đức. Đô thị Lichtenberg, Bautzen có diện tích 14,75 km², dân số thời điểm ngày 31 tháng 12 năm 2006 là 1736 người.